# دلتا فورس (بازی ویدئویی ۲۰۲۵)
دلتا فورس (انگلیسی: Delta Force) پیش‌تر با نام دلتا فورس: هاوک آپس شناخته می‌شد، یک بازی ویدئویی رایگان در ژانر تیراندازی تاکتیکی اول شخص است که توسط گروه استودیویی تیمی توسعه یافته و منتشر شده است. این بازی برای رایانه‌های شخصی با سیستم‌عامل ویندوز، دستگاه‌های آی‌اواس و اندروید عرضه شده و قرار است در آینده نزدیک برای کنسول‌های خانگی نیز منتشر شود. این اثر بخشی از مجموعه بازی‌های تیراندازی اول شخص دلتا فورس است که پیش‌تر توسط NovaLogic توسعه و منتشر می‌شد. توسعه این بازی همچنین توسط بخش TiMi-J3 استودیوی TiMi انجام شده که پیش‌تر بازی ندای وظیفه: موبایل را ساخته است.
این بازی در ابتدا با نام ساده دلتا فورس معرفی شد، سپس به دلتا فورس: هاوک آپس تغییر نام داد و در نهایت در تاریخ ۳۰ مرداد ۱۴۰۳ (۲۰ اوت ۲۰۲۴) بار دیگر نام آن دلتا فورس شد. دلتا فورس به‌طور رسمی در تاریخ ۲ اردیبهشت ۱۴۰۴ (۲۱ آوریل ۲۰۲۵) برای تلفن‌های همراه و رایانه‌های شخصی منتشر شد.

## گیم‌پلی
در این بازی، بازیکنان نقش نیروهای نظامی با توانایی‌های منحصربه‌فرد را در میدان نبرد ایفا می‌کنند. داستان بازی در مکان‌های امروزی و در یک درگیری خیالی رخ می‌دهد. بازیکنان می‌توانند از وسایل نقلیه نظامی مانند تانک و هلیکوپتر استفاده کنند و امکان شخصی‌سازی سلاح‌ها و شخصیت‌ها نیز برای آن‌ها فراهم است.
بخش چندنفره بازی به‌صورت رایگان در دسترس است و شامل ریزتراکنش می‌شود. توسعه‌دهندگان از عناصر پرداخت برای برتری (Pay-to-Win) اجتناب کرده‌اند و برای خرید آیتم‌های تزئینی، ارز جداگانه‌ای در نظر گرفته‌اند. علاوه بر حالت Havoc Warfare که در آن تیم‌ها برای پیروزی باید تعداد مشخصی امتیاز کسب کنند، بازی دارای حالت استخراج به نام Hazard Operations نیز هست. پیشرفت بازیکنان در پلتفرم‌های مختلف تا حد زیادی به اشتراک گذاشته می‌شود، هرچند برخی محدودیت‌ها وجود دارد.

## توسعه و انتشار

### کمپین سقوط شاهین سیاه (Black Hawk Down)
این بازی با الهام از فیلم سقوط شاهین سیاه (۲۰۰۱) ساخته ریدلی اسکات و بازی دلتا فورس: بلک هاوک داون، دارای حالت تک‌نفره و همکاری (Co-op) است که در آن بازیکنان در نقش نیروهای آمریکایی در درگیری‌های سومالی سال ۱۹۹۳ ظاهر می‌شوند. توسعه‌دهندگان از حقوق مربوط به تصاویر فیلم اسکات بهره برده‌اند و بازی به‌طور نزدیک به این فیلم وفادار است. نسخه‌های نمایشی فنی کمپین، مراحل رندرشده با آنریل انجین ۵ را نشان می‌دهند که شامل مکان‌های مربوط به حمله منجر به نبرد موگادیشو است. این اولین بار است که استودیوی TiMi یک کمپین کامل را در بازی‌های خود ارائه می‌دهد.

### پیش از انتشار
نسخه بتای باز (open-beta) دلتا فورس برای رایانه‌های شخصی در تاریخ ۱۵ آذر ۱۴۰۳ (۵ دسامبر ۲۰۲۴) منتشر شد. برای دستگاه‌های آی‌اواس و اندروید، این بازی در ۲ اردیبهشت ۱۴۰۴ (۲۱ آوریل ۲۰۲۵) عرضه شد.
این بازی از سیستم ضدتقلب Anti-Cheat Expert (ACE) بهره می‌برد که مبتنی بر سطح کرنل (kernel-level) است و توسط شرکت Tencent توسعه یافته و متعلق به آن است. اگرچه این سیستم برای جلوگیری از تقلب طراحی شده، اما به دلیل دسترسی در سطح کرنل، که بالاترین سطح کنترل بر سیستم کاربر را فراهم می‌کند، نگرانی‌هایی را ایجاد کرده است. منتقدان معتقدند این سطح دسترسی می‌تواند آسیب‌پذیری‌های امنیتی و خطر سوءاستفاده از داده‌ها را افزایش دهد. این نگرانی‌ها با توجه به این که شرکت Tencent، مالک ACE، توسط وزارت دفاع ایالات متحده به‌عنوان یک شرکت نظامی چینی معرفی شده، تشدید گردیده است.

## بازخورد
بر اساس وب‌سایت جمع‌آوری نقد متاکریتیک، دلتا فورس از نظر منتقدان نقدهای «متوسط یا مخلوطی» دریافت کرده است.
جاستین کوریس از آی‌جی‌ان معتقد بود که بازی عملکرد قابل قبولی دارد و نوشت که دلتا فورس «هم یک بازی تیراندازی چندنفره در مقیاس بزرگ خوب است و هم یک بازی استخراج (extraction shooter) قابل‌قبول، هرچند هیچ‌کدام از این بخش‌ها به‌تنهایی برجسته نیستند». ریک لین از یوروگیمر نیز از حالت‌های Warfare و Operations تمجید کرد و آن‌ها را «دقیق طراحی‌شده و سرگرم‌کننده» توصیف کرد، اما از محافظه‌کارانه بودن طراحی بازی و فقدان نوآوری انتقاد کرد. او همچنین کمپین سقوط شاهین سیاه را به‌شدت مورد انتقاد قرار داد و آن را «افتضاح» خواند و افزود که بازی کردن این کمپین به‌تنهایی تقریباً غیرممکن است.